# حكة يوريمية
الحكة اليوريميَّة (بالإنجليزية: Uremic pruritus)‏ هي حكة تَحدث بسبب مرض الكلى المزمن وَتُعتبر السبب الجهازي الداخلي الأكثر شيوعاً للحكة.:52–3 في اليابان تَمت الموافقة على استخدام دواء نالفورافيني لِعلاج هذا المرض، حيثُ يُؤخذ الدواء عن طريق الفَم وَيعمل كناهض لمستقبلات كبا الأفيونية.